# Civitella Roveto
Civitella Roveto (/civətèllə/ in dialetto locale) è un comune italiano di 3 019 abitanti della provincia dell'Aquila in Abruzzo.

## Geografia fisica
Il territorio comunale, situato al centro della valle Roveto alle pendici dei monti Cantari, è dominato dal monte Viglio (2156 m s.l.m.).
Il nucleo originario si è sviluppato sul versante occidentale del fiume Liri, mentre su quello orientale, ai piedi del monte Bello in Serra Lunga, si estende l'abitato moderno costruito dopo il terremoto della Marsica del 1915.

## Storia

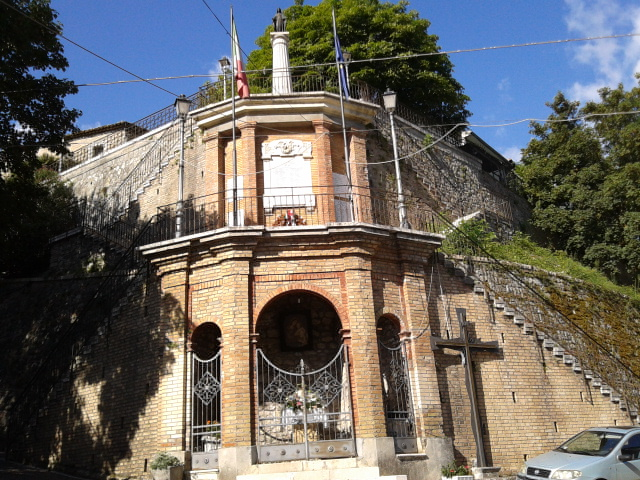
Il monumento ai caduti

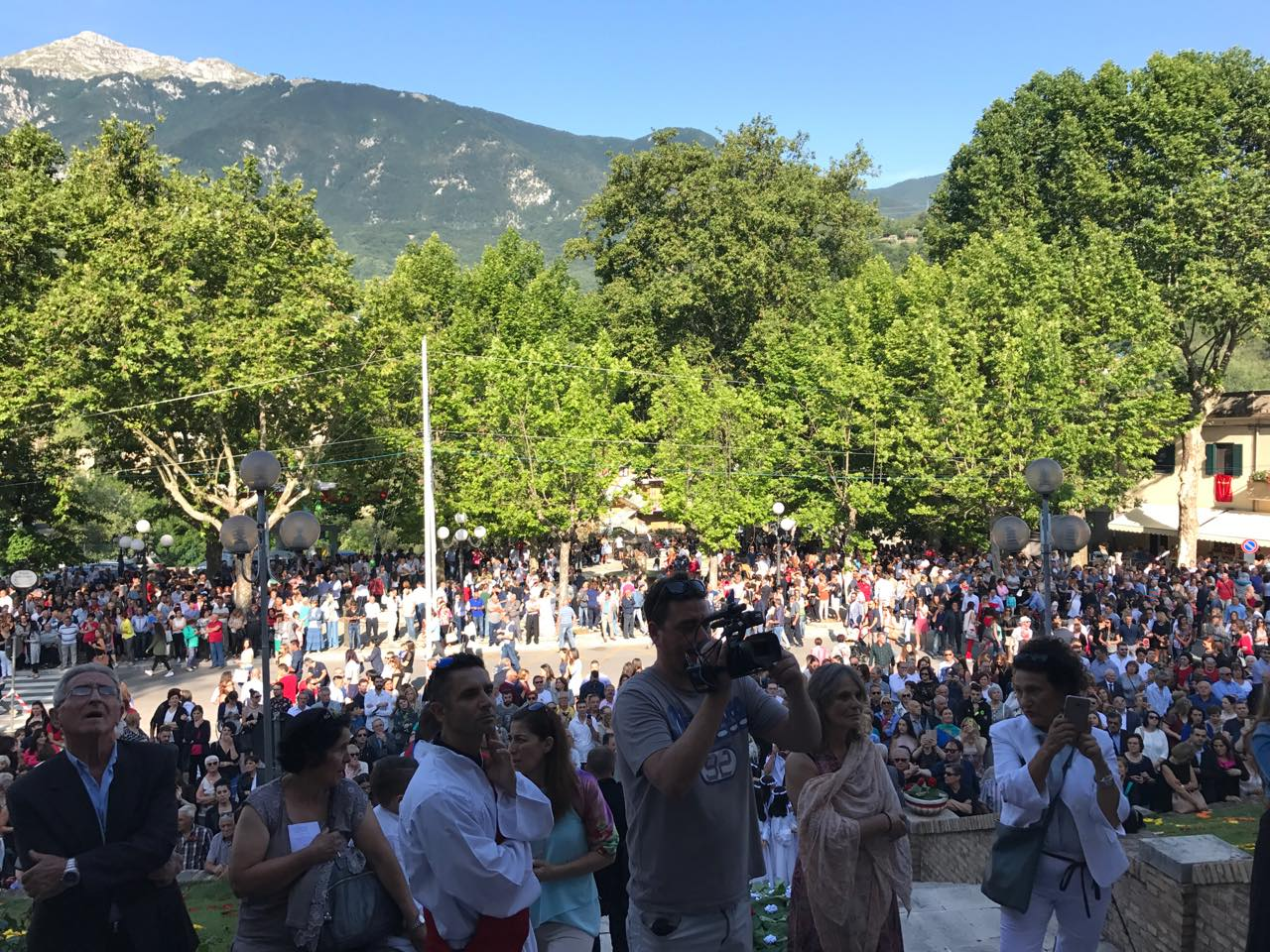
La folla nel giorno della festa patronale

Secondo alcuni studiosi il centro si sviluppò nell'area di Fresilia, antica città marsa che altri studiosi hanno localizzato ad Opi, della quale però non si hanno certezze.
Di certo il territorio fu abitato già in epoca romana come testimoniano alcuni reperti rinvenuti dopo ricerche e scavi, come frammenti di mosaici e tombe. Il borgo è citato per la prima volta in un documento del 1061 con il toponimo di Civitella, prima di allora era noto con il toponimo di Petrarolo. Nel XVII secolo la cittadina assunse la denominazione di Civitella della Valle, solo un secolo dopo venne chiamata Civitella Roveto.
Il centro per tutto il Basso Medioevo fece parte della contea di Albe, successivamente appartenne ai Colonna, duchi di Tagliacozzo.
Nel 1811 il circondario di Civitella Roveto ha fatto parte del distretto di Avezzano, soppresso il quale dal 1927 è stato istituito il mandamento di Civitella in seno al circondario marsicano.
Il XX secolo è stato segnato dal fenomeno dello spopolamento a causa dell'emigrazione. Nel dicembre del 1907 avvenne il più grave incidente minerario degli Stati Uniti, il disastro di Monongah. Numerosi minatori rovetani, emigrati per lavorare in miniera, persero la vita a causa di una tra le più grandi sciagure dell'emigrazione italiana.
Il territorio comunale subì gravi danni a causa del terremoto della Marsica del 1915 e delle devastazioni e barbarie della seconda guerra mondiale. Il primo maggio 1944 i fratelli Mario e Bruno Durante, due giovani partigiani, furono catturati nella frazione di Meta dalle squadre naziste e successivamente fatti sparire nel nulla. Si rifiutarono di rivelare l'esistenza di un loro fratello, Faustino, anch'esso partigiano, e non confessarono l'aiuto che la popolazione locale offrì ai prigionieri Alleati, politici e militari, evasi dal campi di concentramento abruzzesi. I fratelli furono uccisi dopo un mese di torture probabilmente a Tagliacozzo. I loro corpi non furono mai più ritrovati. 
Un importante capitolo della storia di Civitella Roveto è quello legato alla figura di Enrico Mattei, il fondatore dell'Eni, l'Ente Nazionale Idrocarburi, che trascorse l'infanzia e parte dell'adolescenza nel paese abruzzese. Mattei rimase legato al borgo rovetano tanto che pochi anni dopo la fondazione dell'Eni, avvenuta nel 1953, oltre centocinquanta abitanti vennero assunti nell'allora ente pubblico.

### Simboli
Lo stemma e il gonfalone sono stati adottati con delibera del consiglio comunale n. 3 del 21 marzo 1986 e concessi con decreto del presidente della Repubblica del 6 aprile 1987.
Nello stemma è raffigurata una colonna in campo azzurro, sormontata da una corona all'antica di tre punte visibili.
Il gonfalone è un drappo di bianco.

## Monumenti e luoghi d'interesse

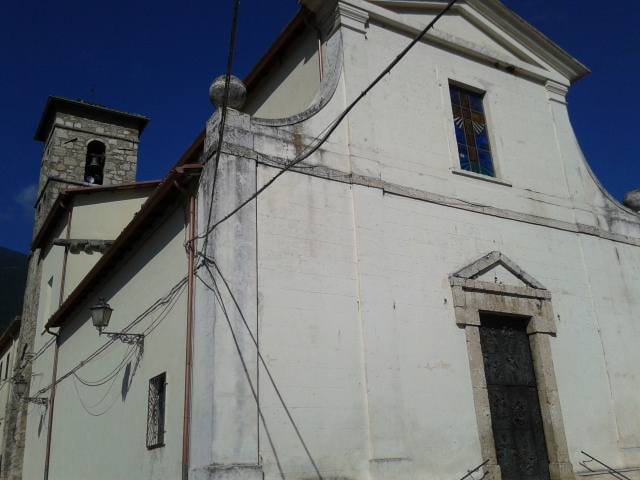
Chiesa di San Giovanni Battista

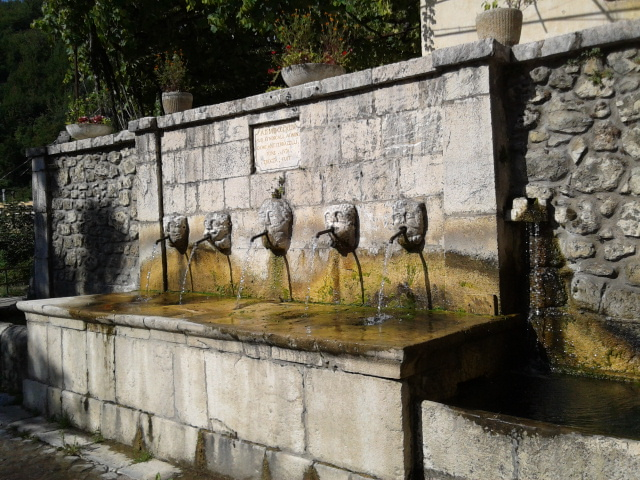
Fonte d'Auta

### Architetture religiose
Chiesa di San Giovanni BattistaCitata già dall'XI secolo, sulla facciata è incisa la data del 1595, riferita alla sua ricostruzione. Ha subìto rimaneggiamenti e restauri nella prima metà del 1600 e del 1800. La chiesa presenta una torre campanaria antecedente alla ricostruzione del 1595. Pregevoli i quadri, gli affreschi e il portale in bronzo, opera di Pasquale Di Fabio.
- Chiesa della Madonna delle Grazie, costruzione moderna del XX secolo, costruita su una preesistente chiesa del 1600.
- Chiesa di Santa Lucia, danneggiata gravemente dal terremoto della Marsica del 1915 fu demolita e in seguito ricostruita.
- Chiesa della Santissima Trinità, nella frazione di Meta.

### Architetture civili
- Teatro comunale intitolato a Giuseppe Sinopoli. La struttura moderna è dotata di circa duecento posti a sedere[13].
- Palazzi Ferrazzilli, Villa e Libri (XVI-XVII secolo)[14].
- Mulino ad acqua Mola la Meta edificato negli anni trenta[6].
- Frantoio comunale[15].

### Monumenti
- Monumento ai caduti di tutte le guerre.
- Busto bronzeo di Enrico Mattei realizzato da Francesco Messina nel 2003[16].
- Fonte d'Auta, fontanile a cinque cannelle con mascheroni realizzata nella prima metà dell'Ottocento. Tripartita, veniva utilizzata come abbeveratoio, lavatoio e per l'acqua potabile[14][17].

### Aree naturali
- Valle Roveto
- Liri
- Monte Viglio
- Monte Bello in Serra Lunga (1565 m s.l.m.)[18]
- Grotta di San Bartolomeo situata a mezza costa sul monte Coppetello a circa 1000 m s.l.m.[19]
- Rifugio Cerasoli[20]

## Società

### Evoluzione demografica
Abitanti censiti

### Etnie e minoranze straniere
I cittadini stranieri residenti a Civitella Roveto rilevati dall'Istat al 31 dicembre 2020 erano 58, pari circa al 2% della popolazione residente.

### Tradizioni e folclore

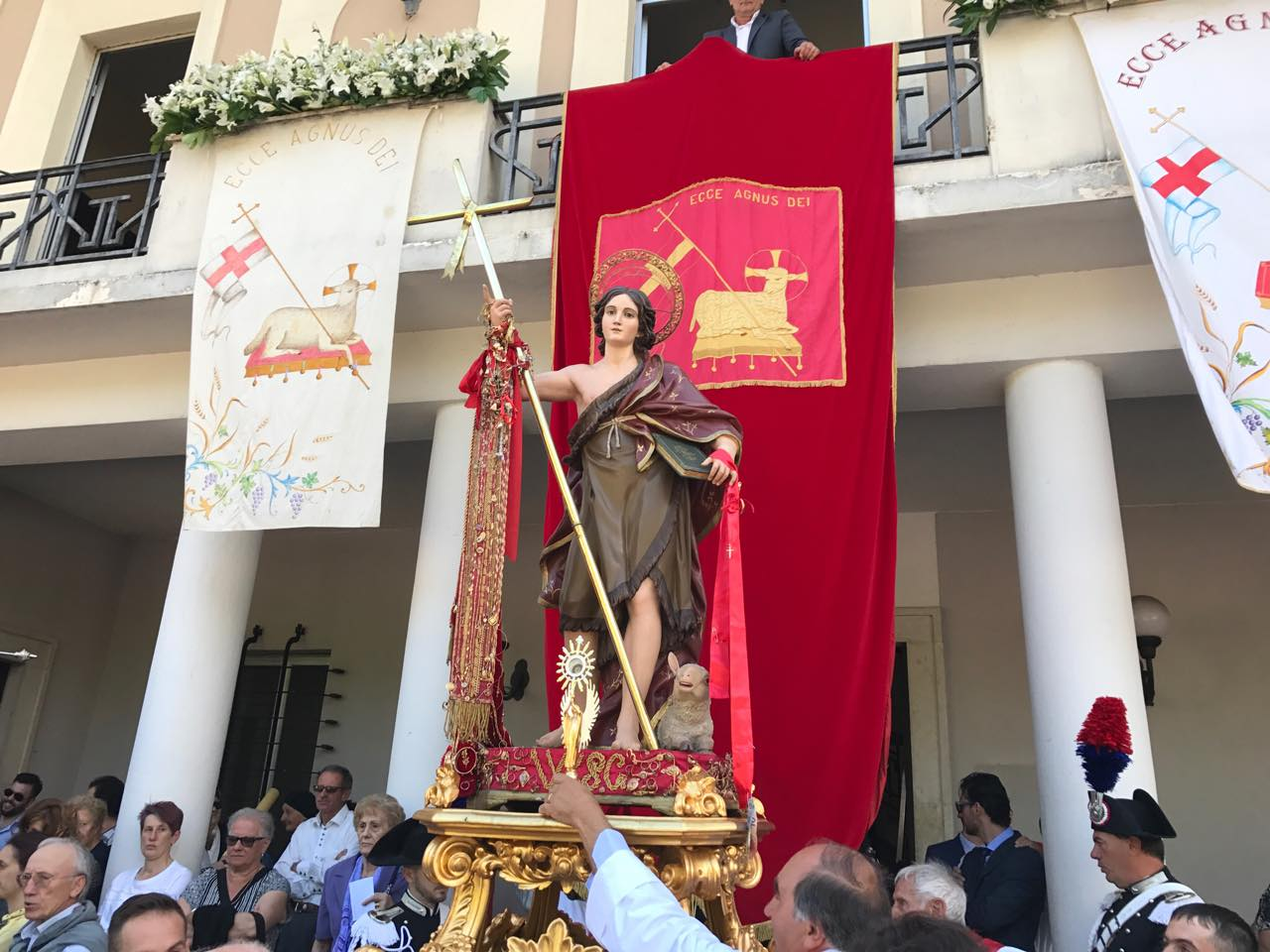
La statua di san Giovanni Battista durante la festa patronale

Il 24 giugno di ogni anno si svolge la festa patronale di san Giovanni Battista. All'alba i fedeli si ritrovano sulle rive del fiume Liri dando vita al rito dell'abluzione. Successivamente si tiene la funzione religiosa.
Ad ottobre si svolge la manifestazione eno-gastronomica intitolata Lungo le antiche Rue tra i vicoli del centro storico di Civitella Roveto.

## Cultura

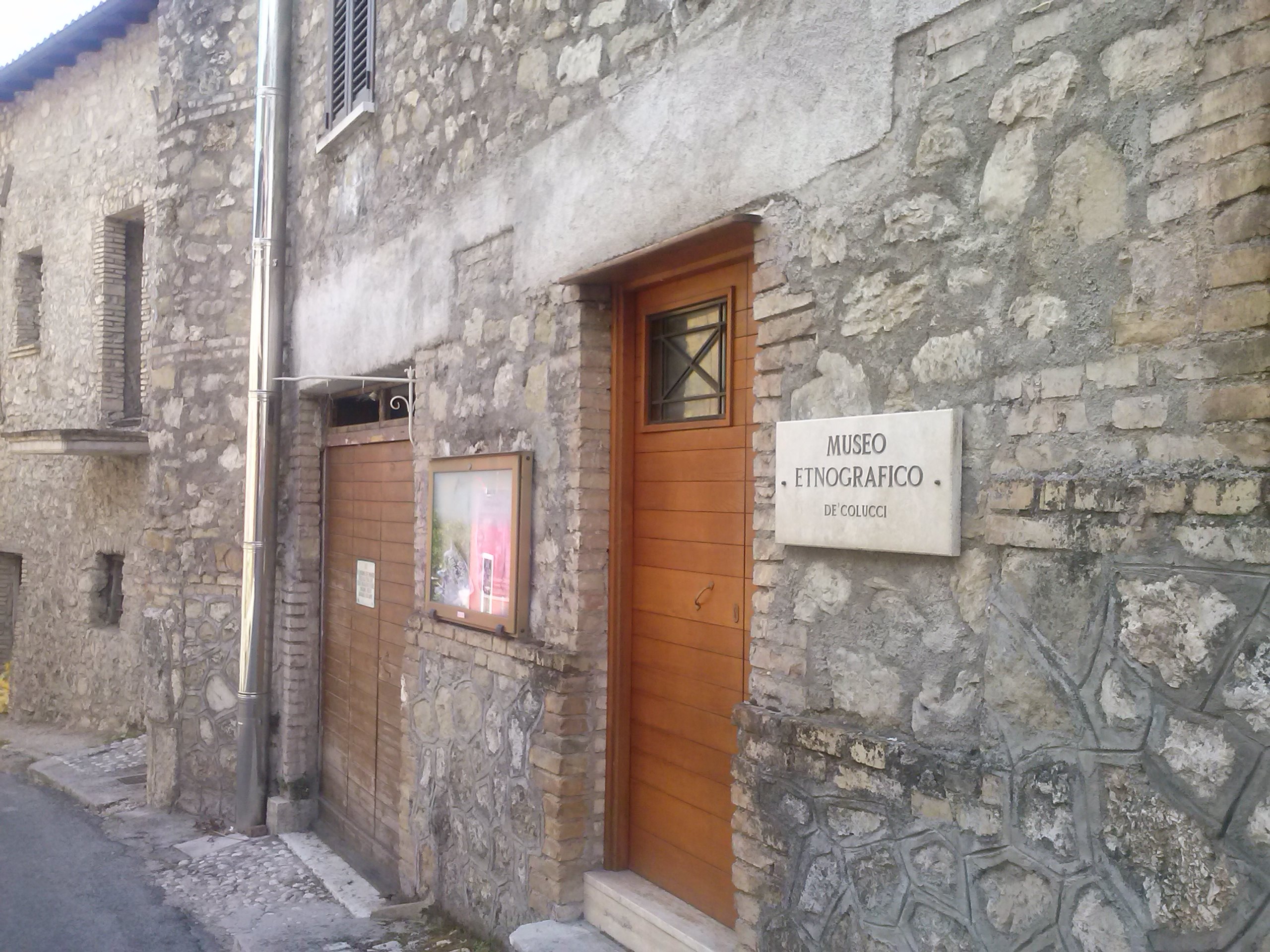
Sede del museo de' Colucci

### Musei
- Museo pinacoteca Enrico Mattei, situato nel centro storico di Civitella Roveto, in piazza San Giovanni, ospita su due piani opere di Barscigliè, Armocida, Cordio, Ercole, Muccini, Omiccioli, Poggiali, Ranocchi, Sabatini, Sarra, Solimena, Toccotelli, Trotti, Vangelli, Cervelli, Colonnello, Pasquale Di Fabio e Nino Gagliardi. Ospita numerose opere di artisti contemporanei dell'astrattismo e dell'arte figurativa e riferite al tema del paesaggio che hanno partecipato, a cominciare dal 1954 e nel corso degli anni, al "premio Valle Roveto", inizialmente intitolato ad Antonio Mattei, padre del fondatore dell'Eni, Enrico Mattei[25][26].
- Museo etnografico de' Colucci, situato in via Regina Margherita, raccoglie ed espone in un percorso didattico le testimonianze di arti e mestieri antichi e tipici di Civitella e della valle Roveto[27].
- Museo naturalistico della valle Roveto, inaugurato dal Club Alpino Italiano l'11 giugno 2022 nei locali dell'ex scuola edificata dopo il terremoto del 1915[28].

## Geografia antropica

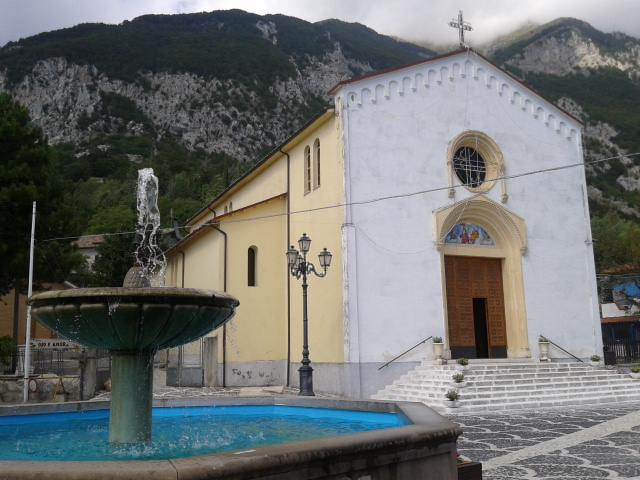
Chiesa della Santissima Trinità di Meta

### Frazioni
MetaIl paese è dominato dai ruderi dell'antico centro fortificato che comprendeva il castello e le mura medievali risalenti all'XI secolo. Il borgo antico distrutto dal terremoto della Marsica del 1915 venne ricostruito leggermente più in basso.
Altre localitàCastagnito, Femminella, Forcella, Fosse Casale, Ortattero, Pallocco, Peschiera, Polverelli, San Savino, Santa Lucia e Vicenne (Case Mattei).

## Economia

### Agricoltura e artigianato
Il territorio si caratterizza per gli estesi castagneti, i vigneti, gli uliveti, campi coltivati a cereali e per la produzione artigianale di manufatti in vimini.

### Turismo
Civitella Roveto fa parte dell'associazione nazionale Borghi autentici d'Italia.

## Infrastrutture e trasporti

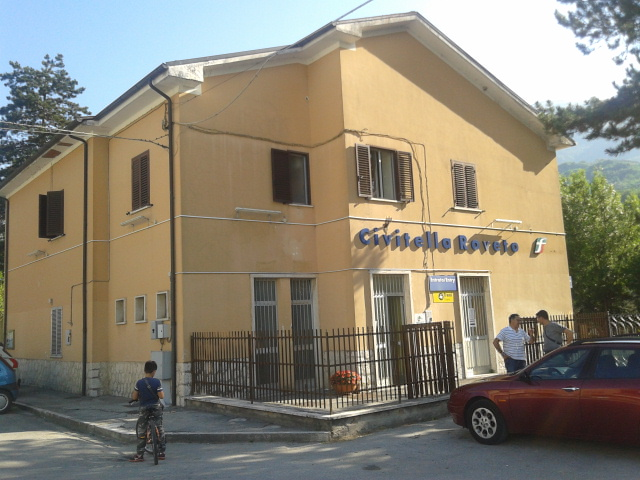
Fabbricato viaggiatori della stazione di Civitella Roveto

### Strade
La superstrada Avezzano-Sora collega Civitella Roveto con Avezzano a nord e con Sora a sud servendola con l'omonimo svincolo.

### Ferrovie
Civitella Roveto è servita dall'omonima stazione situata lungo la linea ferroviaria Avezzano-Roccasecca che collega la Marsica a Sora e Cassino.

## Amministrazione

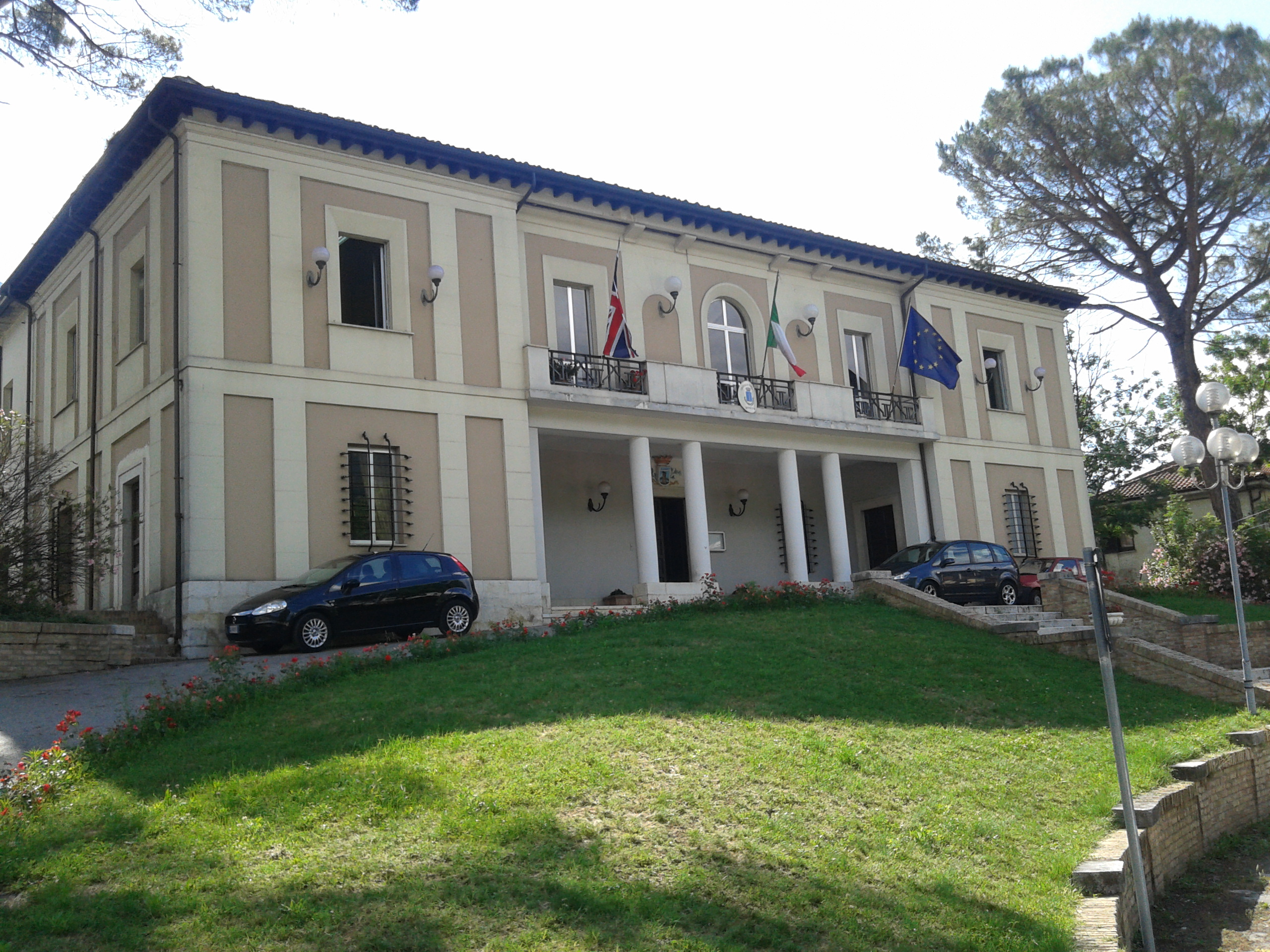
Municipio di Civitella Roveto

Sul sito del Ministero dell'interno sono disponibili i dati di tutte le elezioni amministrative di Civitella Roveto dal 1985 ad oggi.
| Periodo         | Periodo         | Primo cittadino    | Partito                                  | Carica                  | Note   |
| --------------- | --------------- | ------------------ | ---------------------------------------- | ----------------------- | ------ |
| 6 giugno 1993   | 26 aprile 1997  | Mario Romano       | DC                                       | Sindaco                 |        |
| 27 aprile 1997  | 11 agosto 2000  | Giovanni De Blasis | Coalizione di centro                     | Sindaco                 | [ 32 ] |
| 13 maggio 2001  | 28 maggio 2006  | Sandro De Filippis | Lista civica                             | Sindaco                 |        |
| 29 maggio 2006  | 15 maggio 2011  | Sandro De Filippis | Lista civica                             | Sindaco                 |        |
| 16 maggio 2011  | 4 giugno 2016   | Raffaellino Tolli  | Lista civica Sviluppo e tradizione       | Sindaco                 |        |
| 5 giugno 2016   | 3 ottobre 2021  | Sandro De Filippis | Lista civica Insieme per il nostro paese | Sindaco                 |        |
| 4 ottobre 2021  | 7 dicembre 2023 | Pierluigi Oddi     | Lista civica Uniti per il nostro paese   | Sindaco                 | [ 33 ] |
| 8 dicembre 2023 | 8 giugno 2024   | Giuseppe Girolami  |                                          | Commissario prefettizio |        |
| 9 giugno 2024   | in carica       | Luciano Scalisi    | Lista civica Viviamo qui                 | Sindaco                 |        |

### Gemellaggi
- Cessieu[16]
- Domasnea[16]
- Erythres[16]

### Altre informazioni amministrative
Civitella Roveto è stata sede della Comunità montana Valle Roveto che in seguito alla riforma regionale sul riordino delle comunità montane abruzzesi è confluita nell'Unione dei comuni Montagna Marsicana con sede ad Avezzano.

## Sport
La principale squadra di calcio della cittadina è l'A.S.D. Civitella Roveto, società fondata nel 1921. Nelle stagioni calcistiche 2012-2013 e 2013-2014 militò nel massimo campionato dilettantistico regionale.
Tra le principali attività sportive figurano il pugilato, il parapendio e la canoa discesa nel Liri.

### Impianti sportivi
Lo stadio comunale di Civitella Roveto, intitolato ad Alfio Calzetta, è dotato di un campo da calcio in erba naturale. Il centro polisportivo si compone di campi di calcetto, piscina all'aperto e palestra per il pugilato.